# Music Hall (discográfica)

Music Hall fue un sello discográfico argentino, creado en 1950, llegando a ser una de las compañías discográficas más importantes de Argentina, con un importante catálogo de diversos géneros, incluyendo folclore, tango, rock y música clásica.
Editó su material bajo las etiquetas Music Hall, Sazam y TK.
En sus primeras décadas editó discos de folclore y tango, incluyendo artistas como Astor Piazzolla, Aníbal Troilo, Leopoldo Federico, Alberto Castillo, entre otros. Asimismo realizó ediciones de música folclórica y de música clásica.
Durante las décadas del ´70 y ´80, fue uno de los principales sellos del rock argentino, editando discos de Serú Girán, Pappo's Blues, Arco Iris, Miguel Mateos/ZAS, Marcelo Dupré, entre otros. Ha publicado la mayor parte de los álbumes de León Gieco y Gustavo Santaolalla. También publicó en 1976 el álbum Porsuigieco, grabado por el grupo homónimo.
En 1993, Sicamericana, la sociedad anónima propietaria del sello entró en quiebra y todo su material quedó paralizado y dentro de un proceso judicial. 
En el año 2016 el INAMU recuperó el catálogo completo de Music Hall y el sello fue absorbido por el órgano.